# Tigranella mirabilis
Tigranella mirabilis là một loài bọ cánh cứng trong họ Cerambycidae.